# الن برنز
اَلن برنْزْ (به انگلیسی: Allan Burns؛ زادهٔ ۱۸ مه ۱۹۳۵ – درگذشته ۳۰ ژانویه ۲۰۲۱) فیلم‌نامه‌نویس و تهیه‌کننده تلویزیونی اهل ایالات متحده آمریکا بود.
از فیلم‌ها یا مجموعه‌های تلویزیونی که وی در آن‌ها نقش داشته‌است می‌توان به «کارتون دادلی دو-رایت» اشاره نمود.
برنز در ۳۰ ژانویه ۲۰۲۱ و در ۸۵ سالگی به علت کهولت سن درگذشت.